# Joseph Antoine Thomas
Pour les articles homonymes, voir Joseph Thomas et Thomas.
Joseph Antoine Moustiers Thomas est un homme politique français né le 19 septembre 1776 à Moustiers-Sainte-Marie (Alpes-de-Haute-Provence) et mort le 1er août 1839 à Marseille (Bouches-du-Rhône).

## Biographie
Avocat à Marseille, il est député des Bouches-du-Rhône de 1829 à 1830, siégeant à gauche et signant l'adresse des 221. Il est député de l'Eure de 1830 à 1831, puis conseiller d’État et préfet des Bouches-du-Rhône de 1832 à 1838.